# The Expert
The Expert (br: Execução Sumária) (pt: O Perito) é um filme estadunidense de 1995 co-dirigido por Rick Avery e William Lustig.

## Sinopse
Quando o ex-agente do governo americano não se conforma com o assassinato da sua irmã. Não contente apenas com a prisão do criminoso, ele se infiltra no presídio para vingar-se do criminoso que atacou sua irmã. Ao mesmo tempo, a confusão gera uma rebelião, que força o ex-agente a lutar por sua vida.

## Elenco
- Jeff Speakman ... John Lomax
- James Brolin ... Warden Munsey
- Michael Shaner ... Martin Kagan
- Alex Datcher ... Dr. Alice Barnes
- Wolfgang Bodison ... Dan Mason
- Elizabeth Gracen ... Liz Pierce
- Norm Woodel ... Bill Loomis
- Jim Varney ... Snake